# Frank Corcoran
Frank Corcoran (født 1. maj 1944 i Tipperary, Irland) er en irsk komponist , professor og musikpædagog.
Corcoran studerede komposition på på Musikkonservatoriet i Dublin og i Rom, og senere privat hos Boris Blacher i Berlin. Han har skrevet fire symfonier, orkesterværker, kammermusik, vokalværker, instrumental musik for mange instrumenter etc. Han underviste i Berlin, Stuttgart og på Staatliche Hochschule für Musik und darstellende Kunst i Hamborg.

## Udvalgte værker
- Symfoni nr. 1 (1980) - for orkester
- Symfoni nr. 2 (1981) - for orkester
- Symfoni nr. 3 (1994) - for orkester
- Symfoni nr. 4 (1996) - for orkester
- Koncert (1982) - for strygeorkester
- Violinkoncert (2011) - for violin og orkester
- Cellokoncert (2014) - for cello og orkester